# Johannes Rau
Johannes Rau (Wuppertal, 16. siječnja 1931. – Berlin, 27. siječnja 2006.), njemački političar.
Bio je 8. Njemački predsjednik.